# Cornelius Wessels
Compléments
Wessels était un spécialiste des missions catholiques en Asie
Cornelius Wessels, né le 8 septembre 1880 à Helmond (Pays-Bas) et décédé le 2 février 1964 à Maastricht  (Pays-Bas) est un prêtre jésuite néerlandais, et historien des missions catholiques en Asie. Son livre ‘Early Jesuit travellers in Central Asia (1603-1721)’ lui donne une renommée internationale.  

## Biographie
Ayant achevé ses études secondaires au lycée épiscopal de Culemborg Wessels entre le 26 septembre 1899 à Mariëndaal, le noviciat des jésuites néerlandais, à Velp. Ses études de philosophie se font au philosophat d’Oudenbosch (1903-1906) et la théologie au Canisianum, théologat jésuite de Maastricht (1912-1916).  Entre les deux il avait obtenu son agrégation pour l’enseignement de la géographie dans l’enseignement secondaire. (1908). Wessels est ordonné prêtre le 24 août 1915. De 1917 à 1924, il est professeur au collège Saint-Willibrord de Katwijk. Depuis 1991 il s’intéresse aux missions jésuites d’Asie.
L’année 1924 est un tournant dans sa vie. Il en passe la majeure partie à Rome. Responsable du contenu de l’exposition missionnaire du Saint-Siège (1925) il est à la recherche de matériel intéressant et visite les archives de la Compagnie de Jésus, à Rome. Il y découvre un grand nombre de documents inédits. Parmi eux : deux manuscrits d'Ippolito Desideri (1684-1723), le premier européen à décrire de manière relativement précise le Tibet et le bouddhisme tibétain.  Mais également, parmi les documents trouvés des rapports et des lettres d’António de Andrade, Nuño Coresma, Estêvão Cacella, João Cabral, Johann Gruber, Albert Dorville et Bento de Goes.

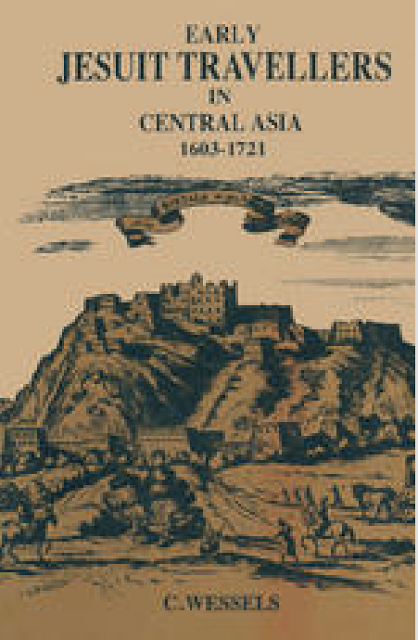
Couverture de la première édition du livre (1924)

Ces documents sont à l’origine du ‘Early Jesuit travellers in Central Asia (1603-1721), livre (publié en 1924) qui fit la renommée du père Wessels et devint rapidement la publication la plus reconnue sur le plan international dans ce domaine. L’œuvre est encore ouvrage de référence aujourd’hui.   
Cornelius Wessels enseigne ensuite au collège Canisius de Nimègue (1925-1932) et à partir de 1932 au collège saint-Ignace d’Amsterdam. Mais durant ces années son temps est de plus en plus consacré aux études et publications sur l’histoire des missions catholiques en Asie.  
Transféré en 1963 à la résidence jésuite de Maastricht le père Cornelius Wessels y meurt le 2 février 1964.

## Écrits
L'œuvre principale de Cornelius Wessels est :
- 1924 - Early Jesuit travellers in Central Asia (1603-1721), Den Haag: Martinus Nijhoff.

Par ailleurs il a écrit de nombreux articles sur l'histoire des missions catholiques en Asie, la plupart en néerlandais:
- 1911 - Bento de Goës S.J. Een ontdekkingsreiziger in Centraal-Azië (1603-1607), dans Studiën: Tijdschrift voor godsdienst, wetenschap en letteren
- 1912 - Antonio de Andrade, een ontdekkingsreiziger in de Himalaya en Tibet, dans Studiën: Tijdschrift voor godsdienst, wetenschap en letteren
- 1919 - Ierland: Economisch-geographische schetsen, dans Tijdschrift voor economische geographie
- 1926 - De geschiedenis der r.k. missie in Amboina:vanaf haar stichting door den H. Franciscus Xaverius tot haar vernietiging door de O.I. Compagnie, Den Haag: Koninklijke Bibliotheek.
- 1928 - Eenendertig hoofdstukken uit het verloren gegane livro IX van Lopes de Catanheda's Historio do descobrimentos e conquista sa India pelos portugues, dans Historisch Tijdschrift
- 1929 - De katholieke missie in het sultanaat Batjan (Molukken): 1556-1609, dans Historisch Tijdschrift
- 1930 - Palestina in woord en beeld; (naar oorspronkelijke schilderijen van L.Blum te Jeruzalem en Henri Sicking te Breda), Groningen: Wolters
- 1930 - De eerste Franciscaner-missie op Java (1584-1599), dans Studiën: Tijdschrift voor godsdienst, wetenschap en letteren.
- 1932 - Introduction et notes au livre An account of Tibet: The travels of Ippolito Desideri, 1712-1727, Londen, George Routledge & Sons.
- 1933 - De katholieke missie in Noord-Celebes en op de Sangi-eilanden (1563-1605), 's-Hertogenbosch: Malmberg.
- 1933 - P. Aegidius de Abreu S.J. : een geloofsgetuige te Batavia, 's-Hertogenbosch: Malmberg.
- 1933 - Eenige aanteekeningen betreffende het bisdom en de bisschoppen van Malaka (1558- 1838), dans Historisch Tijdschrift.
- 1934 - De Augustijnen in de Molukken (1544-1546), (1606-1625) Tilburg: Bergmans.
- 1935 - De katholieke missie in de Molukken, Noord-Celebes en de Sangihe-eilanden tijdens de Spaansche bestuursperiode, (1606-1677), dans Historisch Tijdschrift.
- 1936 - De Theatijnen op Borneo en Sumatra, 1688- 1764, dans Historisch Tijdschrift.
- 1938-'40 - Geschiedenis van Nederlandsch Indië (onder redactie van Frederik Willem Stapel), Amsterdam, Uitgeversmaatsch. Joost van den Vondel
- 1939 - Uit de missiegeschiedenis van Sumatra, Atjeh in de 16e en 17e eeuw, dans Historisch Tijdschrift.
- 1940 - New documents relating to the journey of Fr. John Grueber, dans Archivum Historicum Societatis Iesu.